# Adenandra marginata
Adenandra marginata là một loài thực vật có hoa trong họ Cửu lý hương. Loài này được (L.f.) Schult. mô tả khoa học đầu tiên năm 1819.